# Song of the Drifter
Pour plus de détails, voir Fiche technique et Distribution.
Song of the Drifter est un film américain réalisé par Lambert Hillyer, sorti en 1948.

## Fiche technique
- Titre : Song of the Drifter
- Titre original : Song of the Drifter
- Réalisation : Lambert Hillyer
- Scénario : Frank H. Young
- Production : Louis Gray
- Société de production : Monogram Pictures
- Musique et direction musicale : Edward J. Kay
- Photographie : Harry Neumann
- Direction artistique : Fred Maguire 
 Vin Taylor
- Costumes :
- Montage :
- Pays de production : États-Unis
- Format : Noir et blanc - Son : Mono (Western Electric Recording)
- Genre : Western
- Durée : 53 minutes
- Dates de sortie :
  - États-Unis : 17 janvier 1948 (première à New York)

## Distribution
- Jimmy Wakely
- Dub Taylor
- Mildred Coles
- William Ruhl
- Marshall Reed
- Patsy Moran
- Frank LaRue
- steve Clark
- Wheaton Chambers
- Bud Osborne
- Bob Woodward
- Dick Reinhart